# راپانیانو
راپانیانو (به ایتالیایی: Rapagnano) یک کومونه در ایتالیا است که در استان فرمو واقع شده‌است.

## خصوصیات
راپانیانو ۱۲٫۵ کیلومترمربع مساحت و ۲٬۰۰۹ نفر جمعیت دارد و ۳۱۴ متر بالاتر از سطح دریا واقع شده‌است.